# Joachim Erich
Joachim Erich (* 1526 in Greifswald; † 22. August 1598 ebenda), zur Unterscheidung von anderen gleichnamigen Nachfolgern auch als Joachim Erich I.  bezeichnet,  war ein Greifswalder Bürgermeister.

## Leben
Joachim Erich war ein Sohn des Greifswalder Ratsherrn Johannes Erich († 1559) und der Barbara Quant. Er wurde 1539 an der Greifswalder Universität immatrikuliert und nach dem Tod seines Vaters in den städtischen Rat aufgenommen. Von 1572 bis zu seinem Tode war er Bürgermeister von Greifswald.
Joachim Erich war verheiratet mit Anna Völschow (1538–1583), einer Tochter des Ratsherrn Martin Völschow († 1590). Das Paar hatte sechs Söhne und drei Töchter. Der Sohn Johannes  war von 1603 bis 1608 Greifswalder Bürgermeister, der Sohn Joachim (II.) (1569–1613/14) war dort Ratsherr und der Sohn Michael wurde Ratsherr in Anklam.